# Ninox superciliaris
La civetta sparviero del Madagascar (Ninox superciliaris (Vieillot, 1817)) è un uccello rapace della famiglia Strigidae, endemico del Madagascar.

## Descrizione
È uno strigide di media taglia, lungo 23–30 cm, con un peso di circa 235 g.

## Biologia
Si nutre prevalentemente di insetti e in misura minore di piccoli vertebrati (anfibi, rettili, uccelli e mammiferi).

## Distribuzione e habitat
La specie è comune tanto sul versante occidentale che su quello orientale del Madagascar.
È presente in una varietà di habitat tra cui la foresta decidua secca, la foresta spinosa e la foresta pluviale.